# Bom Jesus (Santa Catarina)
Bom Jesus is een gemeente in de Braziliaanse deelstaat Santa Catarina. De gemeente telt 2.427 inwoners (schatting 2009).
De plaats ligt aan de rivier de Chapecozinho.

## Aangrenzende gemeenten
De gemeente grenst aan Abelardo Luz, Faxinal dos Guedes, Ipuaçu, Ouro Verde en Xanxerê.

## Verkeer en vervoer
De plaats ligt aan de wegen BR-480/SC-480 en SC-155.